# Lindsbro herrgård

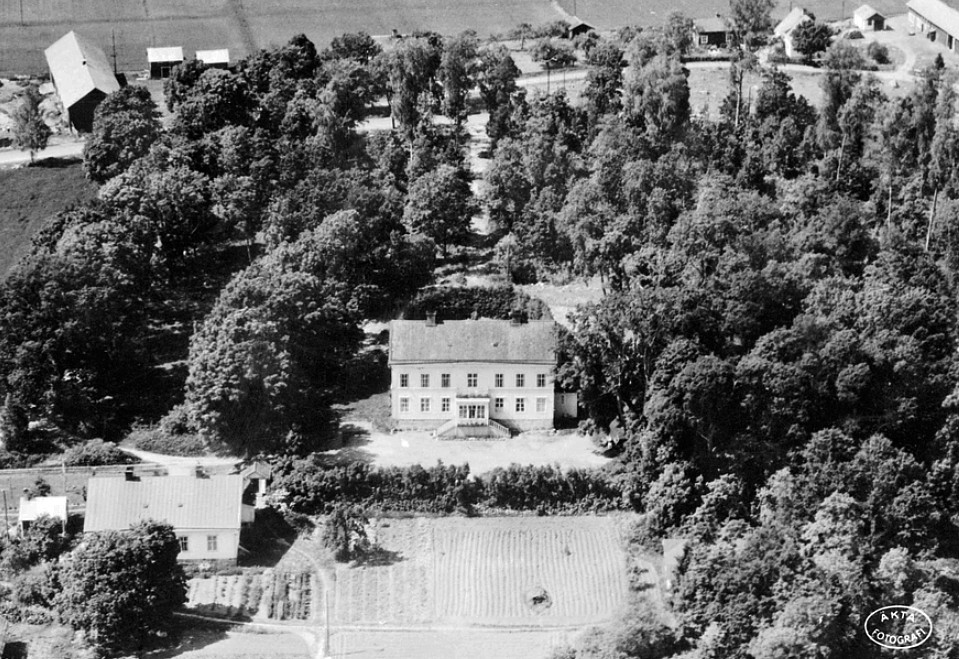
Lindsbro herrgård, 1952.

Lindsbro herrgård är en herrgård och ett tidigare säteri i södra delen av Östervåla socken, på gränsen mot Harbo socken i Heby kommun, Uppsala län.

## Historik
Gården är första gången omtalad 1454 som Lindessbro. Lindsbro var ursprungligen en skattehemman, under 1600-talet Östervålas största, men bonden Anders Jönsson råkade i skuld till kyrkoherden, försålde hemmanet till en fänrik. Slutligen köpte hovintendenten Johan Leijoncrona gården och fick sätesfrihet på densamma 1660.
Under 1700-talet tillhörde säteriet ätten Tigerhielm. Seved Gustaf Tigerhielm erhöll 1732 av Hedvig Charlotta Nordenflycht en dikt, tillägnad "en granne, då han reser utomlands", där han kallas "vår kvicka Tiger". Seved Gustaf Tigerhielm har även namngett Sevedskvarn.
I Gustaf Elgenstiernas Den introducerade svenska adelns ättartavlor förekommer en felaktig uppgift om en Lintze Eriksson till Bro i Östervåla och hans son Erik Lintzesson till Bro eller Lindsbro. Personerna anges tillhöra en medeltida frälseätt som kallas "Lindsbroätten". Några sådana personer har inte funnits på Lindsbro, som vid den aktuella tiden var vanlig skattejord. Uppgifterna kommer från Johan Hadorph, vars förfäder personerna anges vara. De är sannolikt uppdiktade.
Nuvarande corps de logi uppfördes under 1800-talets första hälft. Ekonomibyggnader som orangeri och ladugård och en äldre park finns i anslutning till huvudbyggnaden. En minnessten daterad 1797 talar om att trädgårdsmästare Johan Fogelin (född 1796 i Foghammar, Alunda socken, Uppland) anlade parken. Han var verksam på Lindsbro herrgård under två perioder: 1796–1798 och 1805–1812.